# Café Einstein Stammhaus

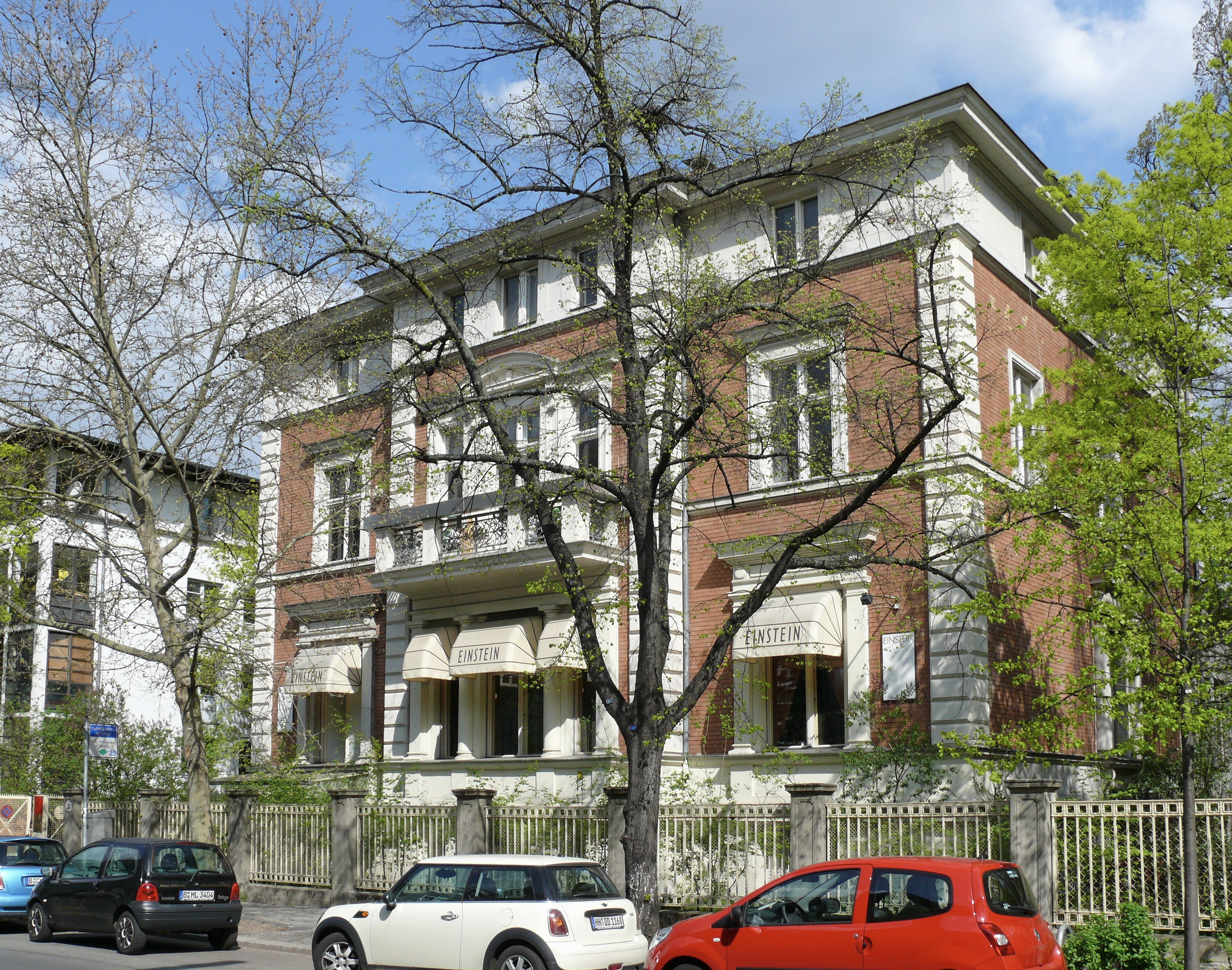
Café Einstein in der Kurfürstenstraße

Das Café Einstein Stammhaus war ein Kaffeehaus an der Kurfürstenstraße 58 im Berliner Ortsteil Tiergarten (Bezirk Mitte). Es befand sich in einer Villa, die 1879 im Stil der italienischen Renaissance erbaut wurde.
Im Jahr 1979 wurde es im Stil der Wiener Kaffeehauskultur eingerichtet. Das Gebäude galt als ein Berliner Künstlertreff.
Eine Szene aus dem Film Inglourious Basterds mit dem früheren Stammgast Christoph Waltz wurde hier gedreht.
Nachdem das Kaffeehaus im Dezember 2022 wegen aufwändiger Renovierungsarbeiten geschlossen worden war, meldete es im Juni 2023 Insolvenz an.

## Enteignung der jüdischen Vorbesitzer
Seit 2009 erinnern an der Schwelle zum Eingang zwei Stolpersteine an die ehemaligen Eigentümer, den jüdischen Privatbankier Georg Blumenfeld und seine Ehefrau Margarete Lucia, die 1939 aufgrund der nationalsozialistischen Rassengesetze enteignet wurden.
Die Legende, dass Henny Porten viele Jahre in dem Haus Kurfürstenstraße 58 gewohnt haben soll, lässt sich anhand der Berliner Adressbücher nicht bestätigen.